# Andronica Arianiti
Andronica Arianiti, detta Donica (in albanese Andronika Arianiti; Donika Arianiti; Canina, 1428 – Valencia, 1506), è stata una nobildonna albanese, fu Principessa d'Albania, in quanto consorte di Scanderbeg.